# Auguste Fauchon
 (août 2020).
Si vous disposez d'ouvrages ou d'articles de référence ou si vous connaissez des sites web de qualité traitant du thème abordé ici, merci de compléter l'article en donnant les références utiles à sa vérifiabilité et en les liant à la section « Notes et références ».
Pour les articles homonymes, voir Fauchon.
Auguste Félix Fauchon est un traiteur français, né à Ellon dans le Calvados le 4 janvier 1856 et mort à Courbevoie le 3 juillet 1945. En 1886, il fonde à Paris la célèbre épicerie de luxe qui porte son nom.

## Biographie
Venu à Paris en 1885, Auguste Fauchon débute comme apprenti chez Félix Potin puis sur le marché de la Madeleine où il vend, dans une voiture des quatre-saisons, des fruits et des légumes provenant de sa Normandie natale et des meilleurs vergers de France.
L’année suivante, il ouvre place de la Madeleine un magasin proposant des produits de qualité (épicerie fine, volailles, charcuterie, fromages, biscuits, confiseries, vins et spiritueux) d’origine exclusivement française. Devant le succès immédiat de son entreprise, il inaugure une boulangerie-pâtisserie en 1895 puis, trois ans plus tard, le « Grand salon de thé » du 24 place de la Madeleine.

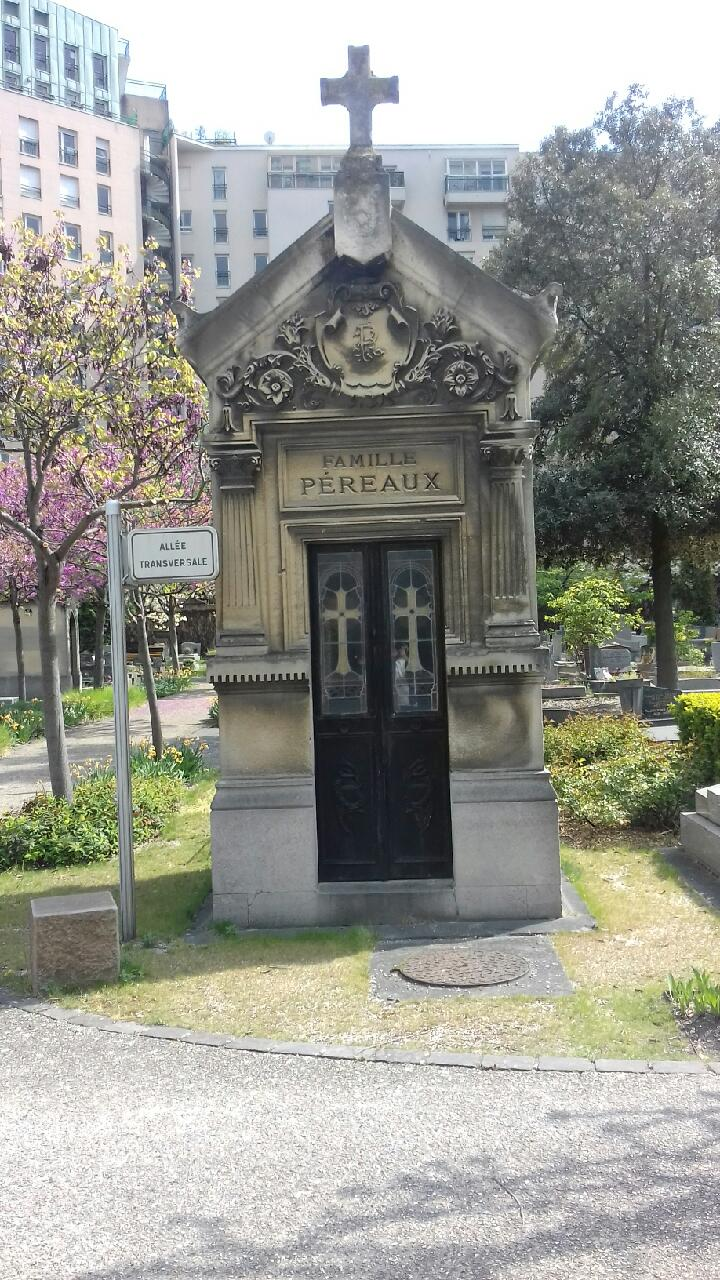
Tombe au cimetière des Fauvelles, à Courbevoie.

En 1900, il lance rue de la Comète, dans le quartier des Invalides, les « Grandes caves de réserves des Magasins Fauchon ».
Dans la foulée, il signe de son nom des cafés, chocolats, thés, confitures et biscuits soigneusement sélectionnés, qu'il expédie en France et à l’étranger. Il est le premier commerçant à distribuer sous sa propre marque des aliments de luxe.
Il repose à Courbevoie, au cimetière des Fauvelles (division L, allée centrale, n° 1 - chapelle Péreaux).